# جیووانی ساوارزی
جیووانی ساوارزی (انگلیسی: Giovanni Savarese؛ زادهٔ ۱۴ ژوئیهٔ ۱۹۷۱) بازیکن فوتبال اهل ونزوئلا است.
از باشگاه‌هایی که در آن بازی کرده‌است می‌توان به باشگاه فوتبال سوانزی سیتی، باشگاه فوتبال سن‌خوزه ارث‌کوئیکز، باشگاه فوتبال کاراکاس، باشگاه فوتبال نیوانگلند رولوشن، باشگاه فوتبال پروجا، باشگاه فوتبال میلوال، و باشگاه فوتبال نیویورک رد بولز اشاره کرد.
وی همچنین در تیم ملی فوتبال ونزوئلا بازی کرده‌است.